# San Angeles
San Angeles est une ville imaginaire où prennent place plusieurs œuvres de fiction futuristes. Son nom, contraction de « San Francisco » et « Los Angeles », laisse penser à une mégalopole s'étendant sur une grande partie de la côte californienne. Néanmoins, dans le film « Demolition Man » San Angeles est définie comme une mégalopole s'étendant de San Diego à Santa Barbara.